# Železova litina
Želézova lítina (tudi líto želézo) je zlitina železa z ogljikom, pri čemer je vsebnost ogljika večja od 2 %; navadno med 2 in 4 %. Pomemben zlitinski element je tudi silicij.

## Uvod
Zlitine železo-ogljik so pomembne tehnične zlitine. Vsebujejo nad 90 % Fe, 0,1 do 4 % C ter različne količine silicija, mangana, fosforja in žvepla. Če ima surovo železo več kot 2 % ogljika, dobimo zlitine z evtektikom. Železove zlitine z evtektikom se lahko strjujejo po stabilnem ali metastabilnem diagramu Fe-C. Pod vplivom določenih elementov, zlasti Si, se lahko meja med jeklom in litino premakne proti železovemu kotu diagrama. Železove zlitine z evtektikom (pri 4,3 % C) se lahko strdijo po stabilnem sistemu, kar pomeni, da se ogljik izloči v obliki grafita (evtektik = avstenit + grafit). Lahko pa se strdijo po metastabilnem sistemu, tedaj je ogljik vezan na železo kot Fe3C (ledeburitni evtektik). V litinah z ledeburitnim evtektikom je mogoče s toplotno obdelavo naknadno doseči razpad cementita in izločanje grafita.

### Delitev železovih litin
Železove litine delimo na sivo, belo(trdo litino), temprano,... Prelom bele litine je bel, ker je cementit Fe3C bele barve, medtem ko je prelom sive litine zaradi izločenega grafita siv. V melirani litini je del ogljika vezan v obliki cementita, del pa je izločen kot grafit.

## Siva litina
Od vseh vrst litin je najbolj razširjena siva litina. Izdelamo jo iz sivega grodlja tako, da ga ponovno pretaljujejo v posebnih pečeh (kupolkah, plamenicah...). Ima siv prelom, zaradi tega ker je ogljik izločen v obliki grafita. Običajno vsebuje: 2,7-4,2 % C, 0,5-3,5 % Si, do 1,3 % Mn, do 1 % P in 0,04-0,15 % S. Legirana siva litina pa lahko vsebuje še naslednje elemente: Cr, Ni, Mo, V, Ti, Cu, s katerimi dosežemo posebne lastnosti.
Siva litina je eden izmed najbolj razširjenih konstrukcijskih materialov, ker je cenena in ima uporabne tehnološke in mehanske lastnosti. Njene lastnosti so odvisne od mikrostrukture, ki pa je lahko odvisna od kemične sestave, načina taljenja in pogojev strjevanja:
1. siva feritna litina (ferit + grafit) - 0 % C vezanega v Fe3C
2. siva feritno-perlitna litina (ferit + perlit + grafit), 0 do 0,80 % C vezanega v Fe3C
3. siva perlitna litina (perlit + grafit) - 0,80 % C vezanega v Fe3C
4. melirana litina (perlit + cementit + grafit) - >0,80 % C vezanega v Fe3C
5. bela (trda) litina (perlit + cementit) - ves ogljik je vezan v Fe3C.

Pri sivi litini poteka tako strjevanje kot premene v trdnem stanju skladno s stabilnim diagramom Fe3C, medtem ko npr. v perlitni litini strjevanje poteka skladno s stabilnim, evtektoidna reakcija pa z metastabilnim diagramom.
Na lastnosti sive litine ima največji vpliv oblika in razporeditev grafita. Ogljik od vseh elementov najbolj vpliva na lastnosti sive in bele litine. Nastopa lahko v dveh oblikah, ki dajeta litini nasprotne lastnosti. Cementit (Fe3C) poveča trdoto ter poslabša obdelovalnost. Grafit, ki se izloči iz litine med strjevanjem ali pa pri žarjenju litine pa da litini obdelovalnost in dušilnost. Če je v sivi litini več kot 35 % ogljika vezanega v cementitu, se močno zmanjša obdelovalnost sive litine. 
Na izločanje grafita v litini vpliva kemična sestava, način strjevanja ter obdelava taline. Važna je količina ogljika in silicija v talini: čim več ga je, tem več grafita se izloči in tem večje je nagnjenje k povečanju grafitnih lističev. Izločanje grafita se začne na kristalnih kaleh, ki so v talini ali pa se v njej tvorijo. 
Grafit je tujek v osnovni strukturi, ki ima minimalno trdnost (20 N/mm2) in zelo majhno trdoto. Grafitni lističi prerežejo jekleno osnovo litine in vplivajo kot zareza. Zato grafit zmanjšuje efektivni nosilni prerez in s tem trdnost litine. 
Grafit ima običajno obliko lusk oziroma lističev. Njegovo zmanjševanje trdnosti je tem večje, čim večje so grafitne luske in čim večje je število teh lusk v mikrostrukturi. Tehnično čisto železo ima Rm 200-250 N/mm2. Ta trdnost raste z rastočo količino ogljika in doseže največjo vrednost pri evtektoidni sestavi (800 N/mm2). Nato se začne polagoma zmanjševati. Siva litina s 3 % ogljika ima trdnost le še 120-300 N/mm2, ker se zmanjša nosilni prerez litine in poveča zarezni učinek zaradi neenakomerne velikosti in porazdelitve grafita. Trdnost sive litine se občutno poveča, če so grafitne luske majhne. V idealnem primeru ima grafit obliko kroglic, ki najmanj zmanjšujejo efektivni prerez. Litina s kroglastim grafitom (nodularna litina) ima zato najboljšo natezno trdnost, ki se približuje trdnosti jekla. Pogoja za izdelavo kakovostne sive litine sta torej: zmanjšanje količine ogljika in grafita ter ugodna oblika in razporeditev grafita v litini. 
Grafit ocenjujemo po obliki, razvrstitvi in velikost. Po razvrstitvi lamelnega grafita ločimo pet osnovnih razredov:
1. enakomerno porazdeljen (majhni in številni lističi - evtektski grafit)
2. v obliki rozet
3. lamelni grafit (nadevtektski) - srednje grobe luske
4. mrežasti grafit
5. fini mrežasti grafit

Po velikosti ločimo osem razredov, ki jih označujemo s številkami od 1 do 8. V razredu 1 so lističi velikost > 1 mm, v razredu 8 so lističi manjši od 0,015 mm.
Na oblikovanje grafita v sivi litini vplivajo: kemična sestava, temperatura taline, žlindra pri taljenju, dodatki pred litjem, pogoji litja in strjevanja.
Silicij je poleg ogljika najvažnejši element v litini, saj zmanjša topnost za ogljik ter potisne črti C'D' in S'E' v diagramu Fe-C v levo. Silicij torej pospešuje izločanje grafita v sivi litini. Zaradi tega zmanjša tudi natezno trdnost sive litine. Vendar je silicij nenadomestljiv, ker omogoča dobro livnost in obdelovalnost. 
Pri enaki vsebnosti ogljika narašča z deležem silicija delež grafita. Zato moramo imeti v kvalitetni litini čim manj silicija, vendar do določene spodnje meje, sicer se litina strdi belo. Potrebna količina silicija, ki zagotovi sivo strjevanje je obratno sorazmerna debelini sten ulitkov. Pri 3,5 % silicija se tudi najtanjše stene sive litine strdijo sivo. Če je silicija več kot 3,5 %, se tvori grafit v zelo grobih luskah. Pri 4,56 % Si se zmanjša topnost silicija v avstenitu in znaša praktično nič odstotkov. Litina ima v takem primeru ves ogljik izločen kot grafit in osnovno maso feritno. Trdota se zmanjšuje z rastočim deležem silicija. Silicij pospešuje izločanje grafita in razpad cementita. 
Mangana je v litini med 0,4-1,4 %. Mangan veže žveplo v MnS - torej razžvepla talino. Mangan stabilizira cementit. Z ogljikom tvori obstojen karbid Mn3C, ki tvori kompleksne spojine za Fe3C ter zadržuje razpad cementita. Zaradi tega ima litina boljše mehanske lastnosti. Tudi žveplo v obliki MnS ne poslabša mehanskih lastnosti litine. 
Fosfor je v železu lahko raztopljen, delno pa se veže v krhki železov fosfid Fe3P, ki lahko tvori trd in krhek fosfidni evtektik (pri ~950 °C). Pod vplivom fosforja se linija C'D' pomakne v levo. Z do 0,4 % P se poboljšajo trdnostne lastnosti, nad 0,4 % pa močno poslabša žilavost, poveča pa trdoto in odpornost proti obrabi. Fosfor izredno poveča tekočnost in livnost litine. Za tankostenske ulitke je torej nujno potrebna določena količina P (radiatorji iz sive litine, umetniška litina)
Žveplo je v železu netopno. Če je premalo mangana se veže v FeS, drugače pa v MnS. Kot FeS tvori z železom evtektik pri 987 °C. Ta se izloča ob kristalnih mejah ter močno zmanjša trdnostne lastnosti. Žveplo zadržuje izločanje grafita in pospešuje tvorbo karbida. Zato je žveplo vzrok nastajanja trdih mest v sivi litini, kar preprečuje obdelavo z odrezovanjem. Žveplo povzroča, da je železo gosto tekoče, poveča nagnjenje k pokanju, pospešuje poroznost pri litju. Žveplo v sivi litini ne sme presegati vrednosti 0,15 %. Razmerje Mn:S mora biti minimalno 3,5:1, da je vse žveplo vezano v MnS.
Siva litina je večkrat legirana še z drugimi elementi. Govorimo o legirani sivi litini. Za legiranje pridejo v poštev naslednji elementi: Ni, Cr, Mo, V, Ti.
Nikelj pospešuje tvorbo grafita. Pri 3 do 6 % Ni nastaja pri ohlajanju martenzit in ne perlit. Pri legiranju niklja moramo paziti na pravilno razmerje Ni:Si in Ni:Cr. Pri pravilnem razmerju nikelj poboljša trdnost, trdoto, žilavost, odpornost proti obrabi in obdelovalnost.
Krom pospešuje tvorbo karbidov. Grafit je z dodatkom kroma porazdeljen v finejši obliki. Krom poveča trdoto, trdnost, obrabno obstojnost, trdnost pri povišani temperaturi, korozijsko odpornost in toplotno obstojnost. Ločimo malolegirano litino s ~3 % Cr in močno legirano z višjo vsebnostjo kroma. 
Molibden zmanjšuje vpliv debeline sten na mikrostrukturo. Pospešuje nastanek drobnozrnate mikrostrukture. Izboljša trdnost pri povišani temperaturi, trdoto in odpornost proti obrabi.
Vanadij in titan legiramo jeklu do 0,3 %. Značilno za ta dva elementa je, da pospešujeta tvorbo finejšega grafita.

### Mikrostruktura sive litine
Odvisna je v glavnem od količine in razmerja ogljika in silicija ter debeline sten ulitkov. Za to obstajajo matematični in grafični prikazi. Za oceno vpliva kemične sestave uporabljamo razmerje med dejansko količino ogljika in evtektično koncentracijo ogljika. To razmerje imenujemo stopnja nasičenosti. V tehničnih zlitinah se premakne evtektična točka pod vplivom dodanih elementov. Silicij in fosfor v levo, mangan in žveplo stabilizirata cementit. Če upoštevamo vpliv vseh elementov, pridemo do naslednjega izraza:
Pri tem izrazu se upošteva, da je mangan delno vezan z žveplom. Pri tem velja:
- SC = 1: evtektična sestava
- SC < 1: podevtektična sestava
- SC > 1: nadevtektična sestava

Grafit se lahko v litini pojavlja kot: nadevtektski grafit, evtektski grafit, sekundarni grafit, evtektoidni grafit. V območju tehniških zlitin nas zanima le evtektski grafit. Za nastanek grafita pri strjevanju obstajajo tri možnosti:
1. grafit lahko nastane neposredno iz taline
2. grafit nastane z razpadom cementita,
3. grafit nastane iz taline in razpadom cementita

Zaradi različne hitrosti ohlajevanja dobimo v različno debelih stenah pri isti sestavi različno mikrostrukturo. Če ima ulitek tanke stene (velika hitrost ohlajevanja), bo pri isti sestavi več ogljika vezanega na cementit, v debelih stenah pa se izloči več grafita. Tisti elementi, ki pospešujejo izločanje grafita, povečajo tudi vpliv debeline sten (Si, P).
Kakšno kemično sestavo je potrebno izbrati, da se pri ulitku z določeno maso ali določeno hitrostjo ohlajevanja doseže zahtevana mikrostruktura, kaže Maurerjev diagram. Ta diagram je bil izdelan za palice premera 30 mm ulite v suhe forme. Diagram prikazuje, kdaj se strdi litina belo, perlitno oz. feritno kot posledica vsebnosti silicija in ogljika v sivi litini.
Značilno za ta diagram je razširjanje perlitnega polja pri nižjih koncentracijah ogljika. Ostali elementi so bili v predpisanem območju. V tem diagramu Maurer ni upošteval vpliva hitrosti ohlajanja.
Greiner in Klingenstein sta skušala v diagram uvesti še vpliv hitrosti ohlajevanja. Za diagram kaže odvisnost mikrostrukture sive litine od vsote C + Si in debeline stene. Značilna je zožitev perlitnega polja pri okoli 5 % C + Si. Pri nižji skupni vsebnosti je mikrostruktura manj odvisna od debeline stene in hitrosti strjevanja ulitka.
Coyle je v svojem diagramu prikazal odvisnost mehanskih lastnosti od razmerja C:Si. Razvidno je, da se dosegajo najvišje trdnostne lastnosti pri nizkem % C in Si v perlitnem delu Maurerjevega diagrama. 
Našteti diagrami omogočajo v praksi, da s pomočjo sestave in hitrosti hlajenja dosegamo potrebne lastnosti ulitkov.

### Karakteristične lastnosti sive litine
Te so naslednje: slabša natezna in zelo dobra tlačna trdnost, slaba žilavost, dobra livnost, dobra obdelovalnost in dušilnost.

#### Mehanske lastnosti
Najbolj vpliva na mehanske lastnosti količina, oblika in razvrstitev grafita. Za določevanje trdnostnih lastnosti litine so predpisane posebne probe, ki se običajno prilijejo k ulitku. Raztezek sive litine je izredno majhen. Redkokdaj preseže mejo 0,5 %. Trdota je odvisna predvsem od osnovne mikrostrukture in se giblje med 120 in 250 HB. Odnos HB:Rm = 1/0,36. Tlačna trdnost je pri sivi litini 3 do 6 krat večja kot natezna trdnost (pri jeklu sta obe enaki). Tlačna trdnost je odlika sive litine in jo izkoriščamo le tam, kjer je material obremenjen na tlak, ne sme pa biti obremenjen na upogib. Mehanske lastnosti sive litine se pri zvišanih temperaturah poslabšajo. Natezna trdnost je dovolj velika do 400 °C, tlačna trdnost in trdota pa do 430 °C. 

#### Dušilnost
Dušilnost je sposobnost litine, da spremeni vsiljeno delo v toploto. To lastnost ima siva litina v izredni meri in je proporcionalna količini grafita in velikost grafitnih lističev. Ta lastnost dela litino idealno za strojna ohišja, fundamentalne plošče, ležaje... Takšen stroj ima miren hod. Če dušilnost ni zadostna, bi lahko stroj prišel v resonančno nihanje, kar bi se odrazilo na delu s strojem. 
Siva litina ima dobro dušilnost zato, ker v osnovni masi porazdeljen lamelni grafit deluje kot zareza. Notranja porazdelitev napetosti je torej zelo neenakomerna. Periodičnemu spreminjanju oblike se zoperstavlja z velikim odporom proti trenju (torni koeficient). Tako se nihajna energija, ki prihaja v zunanjost pretvarja v neškodljivo toplotno energijo. Takšno dušenje nastopa že pri nihajnih napetostih, ki so daleč izpod trajne trdnosti. To je lastnost, ki je pri varjenih izvedbah nikoli ne dosežemo. Zaradi tega prihajajo za konstrukcijske elemente stružnic, ladijskih motorjev in podobno v poštev v glavnem elementi iz sive litine. 

#### Korozijska obstojnost
Korozijska obstojnost je zelo dobra. Zato se uporablja za pokrove kanalov, odtočnih cevi, črpalk, kotli centralne kurjave, radiatorji...
Grafitne lamele omogočajo tvorbo površinske zaščitne plasti, ki pasivira površino. Boljšo korozijsko obstojnost dosežemo z dodatki Ni, Cr in Si.

#### Varivost
Varivost sive litine ima majhen praktičen pomen, vendar lahko na splošno trdimo, da je siva litina variva. Možno je avtogeno in elektroobločno hladno ter toplo varjenje, navarjanje in termitno varjenje.

### Kakovostna (modificirana) siva litina
Ta litina ni legirana in ima običajno kemično sestavo. S posebnim načinom dela dobimo boljše mehanske lastnosti. Od te litine zahtevamo trdnosti > 300 N/mm2, dobro obrabno obstojnost, zmanjševanje vpliva debeline sten, dobro obdelovalnost, dušilnost in obstojnost.
Kakovostno sivo litino dobimo:
a) s talilnim postopkom in s spremembo sestave (kakovostna litina v ožjem smislu)
Z zmanjševanjem ogljika in silicija se zmanjša velikost grafitnih lističev in dosežemo perlitno strukturo ter enakomerno porazdelitev grafita. Na enakomerno porazdelitev in finejši grafit vpliva tudi temperatura pregretja. Čim višja je temperatura pregretja, tem enakomernejši in finejši je grafit. Prav tako je možno finejši grafit doseči tudi s hitrim ohlajevanjem.
b) s cepljenjem (modificirana litina)
Pri cepljenju dodajamo v livno ponev dodatke, s katerimi dezoksidiramo litino in vplivamo na mikrostrukturo (vnašanje kali). Kot cepivo služita drobno zmleti zmesi Si in Ca, FeSi. V talini nastane po dezoksidaciji veliko število zelo majhnih submikroskopskih delcev SiO2. Ti predstavljajo kali za tvorbo grafita.
Za modificiranje uporabljamo sivo litino z majhnim deležem silicija in ogljika, ki bi se ob normalnih pogojih strdila belo (po Maurerjevem diagramu). Z dodatkom cepiva pa nastane veliko kali, ki litino grafitizirajo. Preostala talina se strdi perlitno. Tako dobimo litino z drobnozrnatim, enakomerno porazdeljenim grafitom v perlitni osnovi. Taka mikrostruktura sive litine zagotovi boljše mehanske lastnosti. Natezna trdnost se poveča na 300 do 400 N/mm2, tlačna trdnost pa na 900-1200 N/mm2. Dodatek grafitizatorjev znaša od 0,2 do 0,8 % mase železa. 
Najbolj znana metoda modificiranja je Meehanov postopek, kjer se kot modifikator uporablja siliko kalcij (1/3 C in 2/3 Si).
Z modificiranjem znatno izboljšamo lastnosti sive litine, ki postane na ta način uporaben konstrukcijski material za dele strojev, kjer lastnosti klasične sive litine ne zadoščajo.

### Nodularna litina
Vrhunske lastnosti sive litine dosežemo s posebnim postopkom cepljenja, ki povzroči tvorbo grafita v obliki drobnih kroglic. S kroglasto obliko grafita se zmanjša njegov vpliv kot zareze v osnovi. Siva litina s kroglastim grafitom - pravimo ji tudi nodularna litina ali duktilna litina se po svojih lastnostih razvrsti med sivo in jekleno litino. Nodularna litina ima izredno dobre mehanske lastnosti, prav tako pa tudi dobro livnost in cenenost.
Industrijska proizvodnja nodularne litine se je začela po letu 1950. Kljub temu se je njena uporaba dokaj hitro razširila in začela izpodrivati sivo litino, jekleno litino, jeklene odkovke in podobno.
Sivo litino s kroglastim grafitom lahko izdelamo iz podevtektske ali nadevtektske litine pod naslednjimi pogoji:
- da ima siva litina malo žvepla in kisika. To je pomembno iz ekonomskih razlogov. Mg, Ce, Ca so dezoksidanti ter istočasno tudi razžveplajo talino. Zaradi tega pride pri večjih količinah S in O do porabe dragega cepiva. Zato se taka litina tali v bazičnih kupolkah ali elektro pečeh.
- v vložku naj ne bo elementov, ki ovirajo nastanek grafitnih krogel ter poslabšajo mehanske lastnosti (Ti, Pb, Se, Al, As, Sn). Vpliv teh elementov zmanjšamo z dodatkom Ce (0,01 do 0,02 %).
- temperatura taline naj ne bo manjša od 1400 °C.

Postopek izdelave nodularne litine razdelimo v dve stopnji:
1. z dodatkom Mg (+ Ce + Ca) dezoksidiramo talino. Vendar samo z dodatkom Mg pride do belega strjevanja
2. z dodatkom cepiva na osnovi silicija vnesemo kali ter preprečimo belo strjevanje. Izločeni grafit ima obliko krogel.

Mikrostrukturo nodularne litine sestavljajo grafit v obliki kroglic v feritni ali perlitni osnovi.
Nodularno litino le redko uporabljamo nežarjeno. S termično obdelavo sive litine s kroglastim grafitom dosežemo:
1. odstranimo notranje napetosti z žarjenjem na 550 do 650 °C (1 uro za vsakih 25 mm stene) in počasnim ohlajanjem v peči
2. spremenimo količino vezanega grafita s feritizacijskim ali grafitizacijskim žarjenjem pri 850 do 920 °C eno do dve uri in počasnim ohlajanjem; pri normalizaciji ali perlitnem žarjenju segrejemo na 850 do 920 °C in hitro ohladimo, da dobimo perlit ali bainit
3. izboljšamo in utrdimo mikrostrukturo s kaljenjem s temperature 820 °C in popuščanjem pri 150 do 550 °C.

#### Lastnosti nodularne litine
Po svojih statičnih in dinamičnih lastnostih ustreza jeklu, obenem pa zadrži lastnosti, ki sta pri sivi litini najbolj cenjeni: dušilnost in obrabno trdnost.
Mikrostruktura osnove	Natezna trdnost
[N/mm2]	Meja tečenja Rp02
[N/mm2]	Razteznost
[%]
ferit (NL 38)	380	240	17
ferit (NL 42)	420	280	12
ferit + perlit (NL 50)	500	350	7
ferit + perlit (NL 60)	600	400	2
perlit (NL 70)	700	450	2
Take lastnosti dovoljujejo uporabo nodularne litine pri visokih statičnih in dinamičnih obremenitvah, kot so rotorji črpalk, verižni členki, ekscentri, sestavni deli raznih mehanizmov, zobnike, kolenčaste gredi batnih motorjev.

## Trda litina (bela litina)
Za to litino je značilno, da je celoten ogljik vezan kot karbid. Litina se torej strjuje po metastabilnem delu Fe C diagrama. Belo strjevanje litine dosežemo z odgovarjajočo kemično sestavo in zvečano hitrostjo ohlajevanja. Bela litina je trda in krhka, je zelo odporna proti obrabi, neprimerna pa je za obdelavo z odrezovanjem. Deli iz bele litine ne smejo biti izpostavljeni dinamičnim obremenitvam.
Belo strjevanje dosežemo pri litini, ki ima malo silicija in ogljika. Tehnično je najpomembnejša litina s trdo skorjo. Litina s trdo skorjo ima na površini bel ali meliran prelom, ki proti notranjosti polagoma prehaja v sivega. Prehodi med posameznimi deli ne smejo biti ostri, da trda skorja zaradi napetosti ne odstopi. Trdo skorjo dosežemo na ta način, da litino ulijemo v kokile ali formo, ki ima na mestih, kjer zahtevamo veliko trdoto, vdelane hladilne plošče. Zaradi hitrega ohlajevanja se površina strdi belo, jedro, ki se hladi počasneje, pa sivo.
Litina s trdo skorjo (TTL) se uporablja za valje za kovinsko, papirno in podobno industrijo. Globina bele plasti naj bo 10 do 25 mm ali 5 do 10 % premera valja. V posameznih primerih lahko sega tudi 60 mm globoko. Prehodna melirana plast naj bo 2 do 3 krat večja, kot je bela plast.
Litina s trdo skorjo se uporablja tudi za kolesa vagonov ter razne druge dele, ki so izpostavljeni obrabi.
Bela litina (BTL) se uporablja pri drobilnikih, kroglah za mline, šobah za brizganje peska, hidravličnih batih, mešalnih polžih, ploščah za mline.

## Temprana litina
Temprana litina (večkrat tudi izraz kovna litina) je železova litina, ki ima takšno sestavo, da se v surovem, ulitem stanju strdi belo. Z naknadno toplotno obdelavo litine dosežemo razpad cementita v ferit in grafit ali pa razogljičenje litine.
Namen takšne toplotne obdelave (tempranja) je, da iz dobro livne a krhke bele litine dobimo žilav material, ki je dobro obdelovalen in celo koven. Tempramo zlasti manjše predmete kompliciranih oblik, ki morajo imeti dobre mehanske lastnosti in za katere je kovanje ali stiskanje predrago, litje jeklene litine pa oteženo.

### Razdelitev temprane litine
Temprana litina	
razogljičena
bela temprana litina (BTeL)			nerazogljičena
črna temprana litina (CTeL)
feritna	perlitna	feritna	perlitna
A	Sestava litine za tempranje
Surova temprana litina je podevtektske sestave. Sestava vložka mora biti takšna, da je:
a) ulitek strjen belo
b) zadostna livnost
c) razpad cementita pri tempranju mora biti čim popolnejši in hitrejši
Za temprano litino moramo zaradi tega izbrati grodelj z nizko vsebnostjo ogljika. Silicij mora biti v ravnotežju z deležem ogljika, da ne pride do izločanja grafita. Zniževanje vsebnosti ogljika pa zvišuje tališče grodlja ter znižuje livnost. Silicija mora biti prav tako dovolj, da se litina pri tempranju grafitizira. Orientacijska sestava temprane litine: 1,75 do 3,4 % C, 0,5 do 1,4 % Si (vsota Si + C = 3,7 do 3,8), 0,2 do 0,7 % Mn, do 0,1 % P in do 0,2 % S.
Glede na mikrostrukturo ločimo belo in črno temprano litino.

### Izdelava bele temprane litine
Pri proizvodnji bele temprane litine žarimo ulitke na temperaturi 950 do 1050 °C v oksidativni atmosferi. Pri tem delimo celoten proces tempranja v dva dela:
a) razpad cementita
b) razogljičenje
Na površini je razogljičenje popolno, v notranjosti pa je ogljik delno vezan v perlitu, delno pa v tempranem grafitu.

#### Tempranje v rudni zmesi
Ulitke žarimo v posebnih pečeh, kjer jih zasujemo z zmesjo Fe-oksidov (10 - 20 %) poraba rude je 200 kg na tono ulitkov.
Kisik, ki je v loncu oksidira ogljik: C + O2 gre v CO2, nastali CO2 pa še nadalje oksidira ogljik: CO2 + C  2CO. Da reakcija lahko teče, se mora plin z rudo regenerirati: Fe2O3 + CO  2FeO + CO2. Čas ogrevanja je 20 do 30 ur, žarjenja 70 do 100 ur in ohlajanja 30 do 40 ur.

#### Tempranje v plinski zmesi
Tovrstno tempranje se vse več uporablja, zaradi lažje kontrole atmosfere ter možnosti višjih temperatur. Plinska zmes je sestavljena iz: CO2, CO, H2O, H2 in N2. Pri tempranju bele temprane litine imamo dve stopnji:
1. reakcija med plinsko fazo in ogljikom na površini
2. difuzija ogljika v ulitku

Časi so krajši - skupno 60 do 80 ur.

### Izdelava črne temprane litine
Pri tem postopku žarimo ulitke v nevtralni atmosferi. Pri tem cementit razpade, ogljik pa se izloči kot temprani grafit. Temperatura žarjenja je 850 do 980 °C. Nevtralno atmosfero dosežemo tako, da ulitke vlagamo v pesek (zaščita pred oksidacijo) ali pa da uvajamo nevtralni plin (N2, CO). Ko razpade ves cementit, je treba počasi ohladiti pod kritično temperaturo Ar1, da se izloči ogljik, ki je v trdni raztopi, kot grafit. Po končanem tempranju je mikrostruktura feritno-grafitna ali perlitno-grafitna.
Proces poteka tako:
1. Ogrevanje na 850-980 °C, čas 5-15 ur
2. Žarjenje 850-980 °C, čas 20-40 ur. Če je čas tempranja zadosten, razpade ves cementit, ki ni topen v avstenitu, v temprani grafit (prva stopnja grafitizacije).
3. Ohlajanje do 760 °C. Pri tem se zmanjša topnost ogljika v avstenitu skladno s potekom črte ES. Iz trdne raztopine se izloča grafit.
4. Ohlajanje preko PSK do 690 °C zelo počasi (30-50 ur). Pri počasnem ohlajanju potekajo premene po stabilnem sistemu - izločata se ferit + grafit (druga stopnja grafitizacije). Pri proizvodnji perlitne temprane litine druga stopnja grafitizacija odpade.

Mikrostruktura temprane litine vsebuje po tempranju grafitne skupke (temprani grafit) s feritno, perlitno ali mešano feritno-perlitno osnovo. Prelom črne temprane litine je temen zaradi prisotnosti grafita.

### Mehanske lastnosti
Pri črni temprani litini so mehanske lastnosti neodvisne od debeline stene, pri beli pa so od tega odvisne. 
| Vrsta temprane litine | Oznaka | Rm (min) [N/mm2] | HB (maks) | Razteznost [%] |
| --------------------- | ------ | ---------------- | --------- | -------------- |
| Bela temprana litina  | BTeL35 | 340              | 200       | 2-5            |
| Bela temprana litina  | BTeL40 | 380              | 200       | 3-10           |
| Črna temprana litina  | CTeL35 | 330              | 150       | 8              |
| Črna temprana litina  | CTeL38 | 370              | 140       | 12             |
| Črna temprana litina  | CTeL45 | 400              | 250       | 5              |

### Uporaba temprane litine
Temprane litine se pogosto uporabljajo, saj imajo dobro obdelovalnost, dušilnost (malo manj kot siva litina), dobro korozijsko obstojnost (uporaba za dele, ki so izpostavljeni koroziji -fitingi, ventili).
Uporablja se za izdelavo sestavnih delov raznih strojev.
avtomobilska industrija	45,3 % deli sklopk
železnice 8,7 % ohišja diferencialov, ohišja stožčastih koles, poljedelski stroji 7,4 % ključi za vijake, vzvodi...
fitingi			21,4 %
ostalo			17,2 %